# Advertència dels científics del món a la humanitat
L'Advertència dels científics del món a la humanitat (originalment i en anglès, World Scientists' Warning to Humanity) va ser un document escrit l'any 1992 per Henry W. Kendall i signat per uns 1.700 científics destacats. Vint-i-cinc anys més tard, el novembre de 2017, 15.364 científics van signar "World Scientists' Warning to Humanity: A Second Notice" escrit per William J. Ripple i set coautors on demanen, entre altres coses, la planificació de la població humana i la disminució dràstica del consum per càpita de combustibles fòssils, carn i altres recursos. El segon avís té més cosignataris científics i partidaris formals que qualsevol altre article científic mai publicat.

## Primera publicació
A finals de 1992, Henry W. Kendall, antic president de la junta directiva de la Union of Concerned Scientists (UCS), va escriure el primer avís, "World Scientists' Warning to Humanity", que comença així: "Els éssers humans i el món natural estan en curs de col·lisió". La majoria dels premis Nobel de ciències van signar el document; uns 1.700 dels principals científics del món van adjuntar la seva signatura.
Alguns ho van considerar una oposició a la Crida de Heidelberg —també signada per nombrosos científics i premis Nobel a principis de 1992—, que comença criticant que "una ideologia irracional que s'oposa al progrés científic i industrial, i que impedeix el desenvolupament econòmic i social". Aquest document va ser citat sovint per aquells que s'oposen a les teories relacionades amb el canvi climàtic. 
En canvi, la petició dirigida per l'UCS conté recomanacions específiques: "Hem d'allunyar-nos, per exemple, dels combustibles fòssils i anar cap a fonts d'energia més benignes i renovables, per reduir les emissions de gasos d'efecte hivernacle i la contaminació de l'aire i l'aigua. .. Hem d'estabilitzar la població."

## Segon avís
El novembre de 2017, 15.364 científics van signar "World Scientists' Warning to Humanity: A Second Notice" escrit per l'autor principal, el professor d'ecologia William J. Ripple de la Universitat Estatal d'Oregon, juntament amb 7 coautors que demanen, entre altres coses, limitar el creixement demogràfic i disminuir dràsticament el consum per càpita de combustibles fòssils, carn i altres recursos.  El segon avís incloïa 9 gràfics de sèries temporals d'indicadors clau, cadascun correlacionat amb un problema específic esmentat a l'avís original de 1992, per mostrar que la majoria dels problemes ambientals continuen tenint una tendència en la direcció equivocada. L'article incloïa 13 passos específics que la humanitat podria fer per a la transició cap a la sostenibilitat.
El segon avís té més cosignadors científics i partidaris formals que qualsevol altre article de revista científica que s'hagi publicat mai. L'avís complet es va publicar a BioScience  i encara es pot aprovar al lloc web Scientists Warning.

## Avís de 2019 sobre canvi climàtic i actualització de 2021
El novembre de 2019, un grup de més d'11.000 científics de 153 països van anomenar el canvi climàtic com una "emergència" que portaria a "un patiment humà incalculable" si no es produeixen grans canvis en l'acció:
| « | We declare clearly and unequivocally that planet Earth is facing a climate emergency. To secure a sustainable future, we must change how we live. [This] entails major transformations in the ways our global society functions and interacts with natural ecosystems. | » |

La declaració d'emergència subratlla que el creixement econòmic i el creixement demogràfic "es troben entre els motors més importants de l'augment de les emissions de CO2 de la combustió de combustibles fòssils" i que "necessitem transformacions atrevides i dràstiques pel que fa a les polítiques econòmiques i de població".

Una actualització de 2021 de la declaració d'emergència climàtica de 2019 se centra en 31 signes vitals planetaris (inclosos els gasos d'efecte hivernacle i la temperatura, l'augment del nivell del mar, l'ús d'energia, la massa de gel, la temperatura dels oceans, la taxa de pèrdua de la selva amazònica, etc.). D'aquests, 18 estan arribant a nivells crítics. Els confinaments de la COVID-19, que van reduir els nivells de transport i consum, van tenir molt poc impacte en mitigar o revertir aquestes tendències. Els autors diuen que només els canvis profunds en el comportament humà poden fer front a aquests reptes i subratllen la necessitat d'anar més enllà de la idea que l'escalfament global és una emergència autònoma i és una faceta de l'empitjorament de la crisi ambiental. Això requereix la necessitat de canvis de sistema de transformació i centrar-se en la causa arrel d'aquestes crisis, la gran sobreexplotació humana de la terra, en lloc d'abordar només l'alleujament dels símptomes. Apunten a sis àrees on cal fer canvis fonamentals:
(1) energia : eliminació dels combustibles fòssils i canvi a les renovables;(2) contaminants de l'aire de curta durada : reduir el carboni negre (sutge), metà i hidrofluorocarburs;(3) natura : restaurar i protegir permanentment els ecosistemes de la Terra per emmagatzemar i acumular carboni i restaurar la biodiversitat; (4) aliments : canviar a dietes majoritàriament basades en plantes, reduir el malbaratament d'aliments i millorar les pràctiques de cultiu;(5) economia : passar del creixement indefinit del PIB i el consum excessiu dels rics a una economia ecològica i una economia circular, en què els preus reflecteixen els costos ambientals totals dels béns i serveis; i(6) població humana : estabilitzar i reduir gradualment la població proporcionant planificació familiar voluntària i donant suport a l'educació i els drets de totes les nenes i dones joves, que s'ha demostrat que redueix les taxes de fecunditat.